# 勝福
勝福（しょうふく、シェンフ、繁体字: 勝福; 簡体字: 胜福; 拼音: Shèngfú; ウェード式: Sheng-fu）は、清・モンゴルの政治家。ダウール人（達呼爾族）マルディン（莫爾丁）氏。甥は貴福。清末民初におけるフルンボイル独立運動の指導者である。

## 事績
清末にフルンボイル特旗総管を務めていた。清朝滅亡前後に勝福はロシアの支援を受け、フルンボイル独立運動を起こしている。1912年、勝福はハイラルと満州里を占拠し、清朝の官僚を駆逐して独立を宣言（ただし同時にモンゴルの朝貢国という扱い）、フルンボイル副都統を自称している。1915年（民国4年）10月、中露両国の間で結ばれたフルンボイルに関する協定に従い、フルンボイルは「特別区域」と位置づけられ、「高度な自治」を行うことになった。同年12月、北京政府から正式に副都統に任命、貝子に封じられた。
しかし1917年の十月革命が勃発して以降、ロシアのフルンボイルへの支援が滞り始める。1919年（民国8年）12月14日には勝福が死去、甥の貴福が後継としてフルンボイル副都統代理に就任した。この機会に北京政府は貴福にフルンボイルの「高度な自治」を取り消すよう要求、翌1920年（民国9年）1月28日にロシアとの協定を破棄する形で特別区域を廃止した。ただし、それと引換えに貴福を正式に副都統に任命、貝子にも封じている。

## 注
1. 1 2  王（2004）。
2. 1 2  内蒙古区情網。